# Traktat w Zurychu
Traktat w Zurychu – międzynarodowy traktat pokojowy, podpisany 10 listopada 1859, przez Cesarstwo Austriackie, Cesarstwo Francji oraz Królestwo Sardynii.
Traktat składał się z trzech części, z których pierwsza była potwierdzeniem warunków zawartych w traktacie z Villafranca, kończącym wojnę pomiędzy Francją i Sardynią a Austrią, na jego mocy Francja uzyskiwała Lombardię. W drugim traktacie, zawartym pomiędzy Francją i Sardynią Lombardia przechodziła na rzecz tej drugiej. Natomiast trzecia część porozumienia ustanawiała pokój pomiędzy Austrią i Sardynią.